# Chrysomus ruficapillus
Chrysomus ruficapillus là một loài chim trong họ Icteridae.

## Hình ảnh

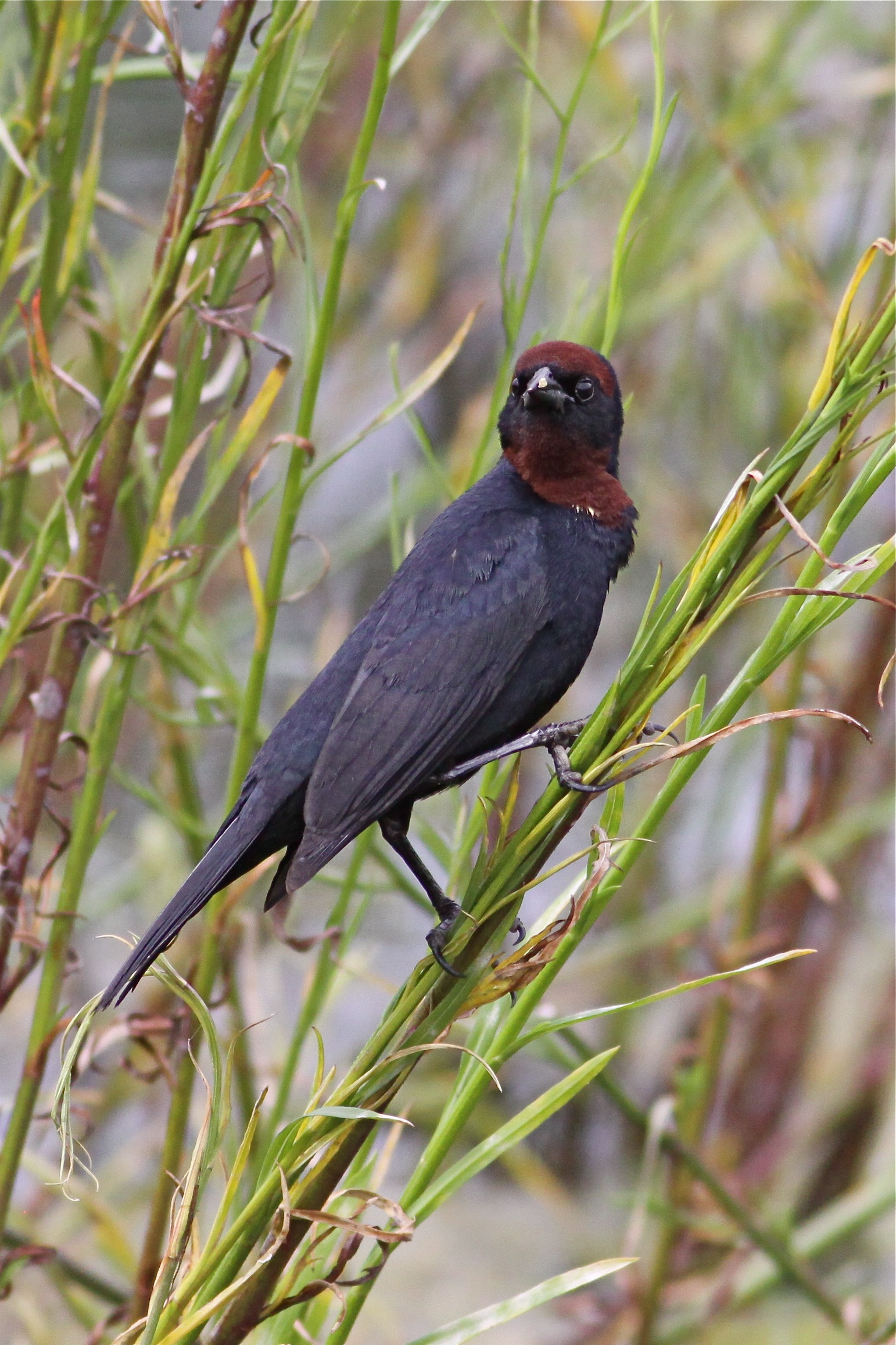
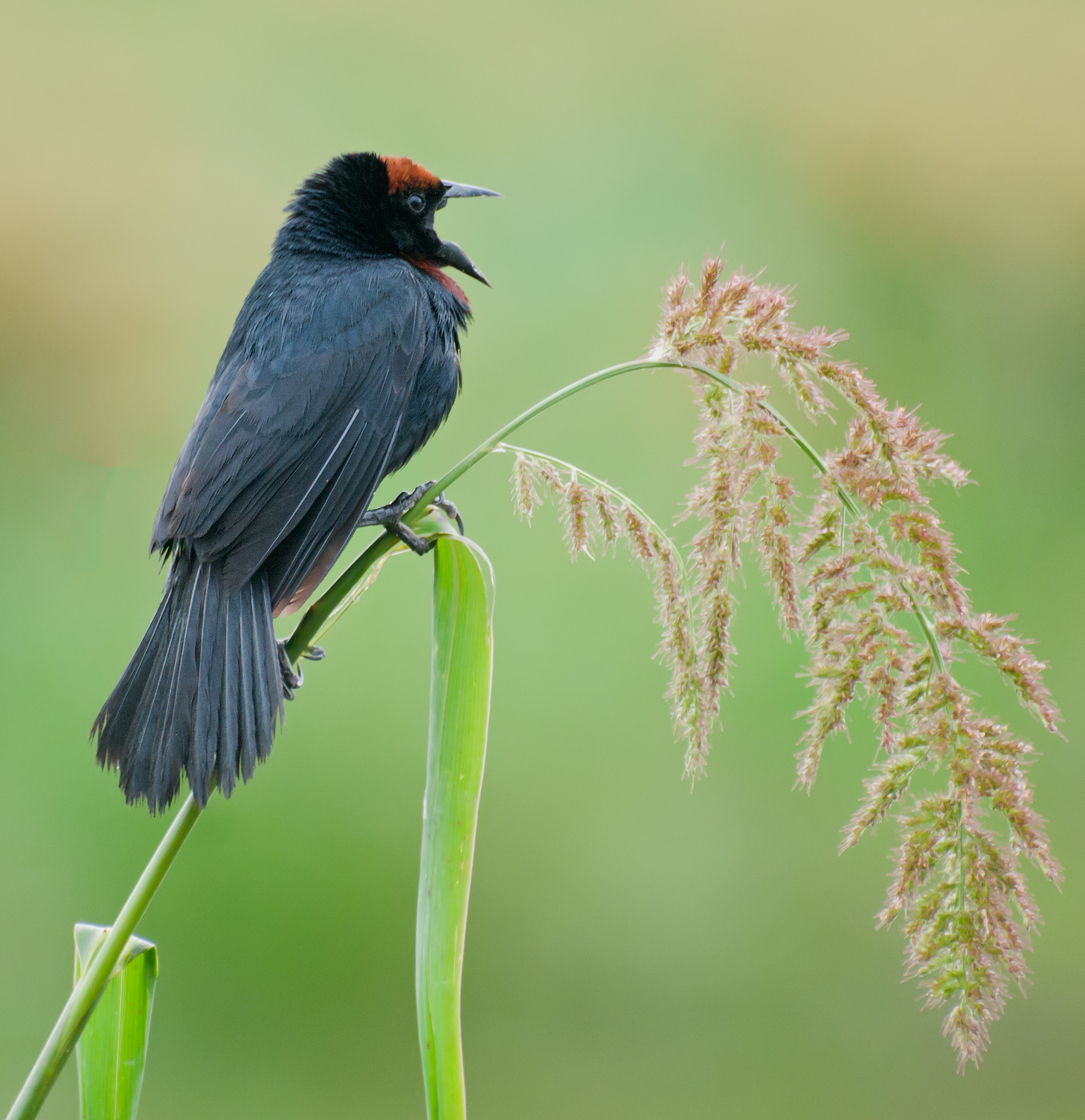